# Ignatius Ganago
Ignatius Kpene Ganago (ur. 16 lutego 1999 w Douali) – kameruński piłkarz nigeryjskiego pochodzenia występujący na pozycji napastnika we francuskim klubie FC Nantes oraz w reprezentacji Kamerunu. Wychowanek EFCB, w trakcie swojej kariery grał także w OGC Nice.